# سدریک چابرت
سدریک چابرت (انگلیسی: Cédric Chabert؛ زادهٔ ۳ دسامبر ۱۹۷۳) بازیکن فوتبال اهل فرانسه است.
از باشگاه‌هایی که در آن بازی کرده‌است می‌توان به باشگاه فوتبال لوریان، باشگاه فوتبال لو مان، و باشگاه ورزشی آمیان اشاره کرد.